# Liste de peintures de James Tissot
Cette page est une liste de peintures de James Tissot (1836-1902).

## Débuts
| Image | Thème          | Titre                                                                | Date         | Technique         | Dimensions      | Lieu de Conservation                        | Référence             |
| ----- | -------------- | -------------------------------------------------------------------- | ------------ | ----------------- | --------------- | ------------------------------------------- | --------------------- |
|       | Allégorie      | La Danse Macabre                                                     | 1860         | huile sur toile   | 37,2 × 122,4 cm | Rhode Island School of Design Museum        | Musée                 |
|       | Troubadour     | La Rencontre de Faust et de Marguerite                               | 1860         | huile sur bois    | 78 × 117 cm     | Paris, musée d'Orsay                        | Musée                 |
|       | Troubadour     | Marguerite à l'Église                                                | 1861         | huile sur toile   | 50 × 75 cm      | Galerie nationale d'Irlande, Dublin         | Musée                 |
|       | Portrait       | Louise Colet                                                         | 1861         | huile sur toile   | 49,5 × 49,5 cm  | Northampton Museums and Art Gallery         | Art UK                |
|       | Religieux      | Le Retour de l'Enfant Prodigue                                       | 1862         | huile sur toile   | 115,5 × 206 cm  | Petit Palais, Paris                         | Parismusées           |
|       | Religieux      | Le Départ de l'Enfant Prodigue                                       | 1863         | huile sur toile   | 107 × 226 cm    | Petit Palais, Paris                         | Parismusées           |
|       | Portrait       | Renée Mauperin et son Père en Égypte                                 | 1864 avant   | huile sur bois    | 29,4 × 39,8 cm  | Petit Palais, Paris                         | Parismusées           |
|       | Portrait       | Les Deux sœurs                                                       | 1863         | huile sur toile   | 210 × 135 cm    | Paris, musée d'Orsay                        | Musée                 |
|       | Portrait       | Portrait de Mademoiselle L.L.                                        | 1864 (salon) | huile sur toile   | 123 × 99 cm     | Paris, musée d'Orsay                        | Musée                 |
|       | Nu             | La Japonaise au bain                                                 | 1864         | huile sur toile   | 208 × 124 cm    | musée des Beaux-Arts de Dijon               | Base Joconde          |
|       | Portrait       | Portrait du marquis et de la marquise de Miramon et de leurs enfants | 1865         | huile sur toile   | 177 × 217 cm    | Paris, musée d'Orsay                        | Musée                 |
|       | Portrait       | Autoportrait                                                         | 1865 vers    | huile sur toile   | 49,7 × 30,2 cm  | Musée des Beaux-Arts de San Francisco       | Musée                 |
|       | Scène de genre | L'Embuscade ou Tentative d'Enlèvement                                | 1865 vers    | huile sur toile   | 57 × 93 cm      | Musée d'Arts de Nantes                      | Musée                 |
|       | Portrait       | Portrait de la marquise de Miramon, née Thérèse Feuillant            | 1866         | huile sur toile   | 128 × 77 cm     | Getty Center, Los Angeles                   | Musée                 |
|       | Portrait       | Baron Aimé de la Seillière                                           | 1866         | huile sur toile   | 165 × 108 cm    | Staatliche Kunsthalle Karlsruhe             | Musée                 |
|       | Scène de genre | Dans l'Église                                                        | 1865         | huile sur toile   | 115 × 69 cm     | Southampton City Art Gallery                | Art UK                |
|       | Scène de genre | Le Confessionnal                                                     | 1867         | aquarelle         | 26 × 14 cm      | Walters Art Museum, Baltimore               | Musée                 |
|       | Portrait       | Portrait d'Eugène Coppens de Fontenay                                | 1867         | huile sur toile   | 70 × 39 cm      | Philadelphia Museum of Art                  | Musée                 |
|       | Portrait       | Le Cercle de la rue Royale                                           | 1868         | huile sur toile   | 175 × 281 cm    | Paris, musée d'Orsay                        | Musée                 |
|       | Allégorie      | Mélancholie                                                          | 1868 vers    | huile sur panneau | 49 × 37 cm      | Collection privée Vente Sotheby's 1995      | Connaissance des Arts |
|       | Portrait       | Jeunes Femmes regardant des objets japonais                          | 1869         | huile sur toile   | 70 × 50 cm      | Cincinnati Art Museum                       | Musée                 |
|       | Portrait       | Le coup d'éclat                                                      | 1869         | huile sur toile   | 67 × 46 cm      | National Trust, Wimpole Hall Cambridgeshire | Art UK                |
|       | Caricature     | Abdul Aziz caricature pour Vanity Fair                               | 1869         | aquarelle         | 29,8 × 18,1 cm  | National Portrait Gallery                   | Musée                 |
|       | Caricature     | Alexandre II, Empereur de Russie caricature pour Vanity Fair         | 1869         | aquarelle         | 30 × 18,1 cm    | National Portrait Gallery                   | Musée                 |
|       | Scène de genre | Partie Carrée                                                        | 1870         | huile sur toile   | 120 × 146 cm    | National Gallery of Canada, Ottawa          | Musée                 |
|       | Portrait       | Frederick Burnaby                                                    | 1870         | huile sur toile   | 50 × 61 cm      | National Portrait Gallery                   | Musée                 |
|       | Caricature     | Sir John Pender pour Vanity Fair                                     | 1871         | aquarelle         | 30 × 19 cm      | National Portrait Gallery                   | Musée                 |
|       | Portrait       | Dame et femme de chambre                                             | 1870 années  | huile sur toile   | 40 × 50 cm      | Galerie nationale d'Oslo                    | Musée                 |

## A Londres
| Image | Thème          | Titre                                                                                    | Date      | Technique                              | Dimensions       | Lieu de Conservation                           | Référence             |
| ----- | -------------- | ---------------------------------------------------------------------------------------- | --------- | -------------------------------------- | ---------------- | ---------------------------------------------- | --------------------- |
|       | Scène de genre | Les Adieux                                                                               | 1871      | huile sur toile                        | 100 × 62,5 cm    | Bristol Museum & Art Gallery                   | Art UK                |
|       | Scène de genre | La Séparation                                                                            | 1872      | huile sur toile                        | 69 × 91 cm       | Cardiff, Musée national du pays de Galles      | Art UK                |
|       | Scène de genre | Sur la Tamise, un héron                                                                  | 1871-1872 | huile sur toile                        | 93 × 60 cm       | Minneapolis Institute of Art                   | Musée                 |
|       | Portrait       | La Convalescente                                                                         | 1872      | huile sur toile                        | 37 × 46 cm       | Musée des beaux-arts de l'Ontario, Toronto     | Musée                 |
|       | Scène de genre | Le Thé                                                                                   | 1872      | huile sur bois                         | 66 × 48 cm       | Metropolitan Museum of Art, New York           | Musée                 |
|       | Portrait       | Sydney Isabella Milner-Gibson                                                            | 1872      | huile sur toile                        | 126 × 99 cm      | Bury St Edmunds, West Suffolk Heritage Service | Art UK                |
|       | Scène de genre | Une histoire intéressante                                                                | 1872 vers | huile sur panneau de bois              | 60 × 77 cm       | Musée national du Victoria, Melbourne          | Musée                 |
|       | Scène de genre | Jour de congé                                                                            | 1876 vers | huile sur toile                        | 76 × 99 cm       | Tate Britain, Londres                          | Musée                 |
|       | Portrait       | La Fille du capitaine                                                                    | 1873      | huile sur toile                        | 72 × 105 cm      | Southampton City Art Gallery                   | Musée                 |
|       | Scène de genre | Jeune femme dans un rocking chair (Étude pour le Le Dernier soir)                        | 1873 vers | gouache et aquarelle sur papier marron | 28,7 × 43,2 cm   | Getty Center, Los Angeles                      | Musée                 |
|       | Scène de genre | Le Dernier soir                                                                          | 1873      | huile sur toile                        | 72 × 103 cm      | Guildhall (Londres) Art Gallery                | Art UK                |
|       | Scène de genre | Trop tôt                                                                                 | 1873      | huile sur toile                        | 72 × 102 cm      | Guildhall (Londres) Art Gallery                | Art UK                |
|       | Scène de genre | L'Auberge des Trois Corbeaux                                                             | 1873 vers | huile sur toile                        | 63 × 91 cm       | Galerie nationale d'Irlande, Dublin            | Musée                 |
|       | Portrait       | L'Impératrice Eugénie et le Prince impérial dans le parc de Camden Place                 | 1874      | huile sur toile                        | 105 × 150 cm     | Château de Compiègne                           | Château               |
|       | Scène de genre | La Réponse (La Lettre)                                                                   | 1874      | huile sur toile                        | 71 × 107 cm      | Musée des beaux-arts du Canada, Ottawa         | Musée                 |
|       | Scène de genre | Visiteurs de Londres (version "10h35")                                                   | 1874      | huile sur toile                        | 160 × 114,3 cm   | Musée d'Art de Toledo                          | Musée                 |
|       | Scène de genre | Visiteurs de Londres (version "13h55")                                                   | 1874      | huile sur toile                        | 87 × 62,9 cm     | Milwaukee Art Museum                           | Musée                 |
|       | Scène de genre | La Balle à bord                                                                          | 1874 vers | huile sur toile                        | 84 × 129,5 cm    | Tate Britain, Londres                          | Musée                 |
|       | Scène de genre | Chut !                                                                                   | 1874 vers | huile sur toile                        | 74 × 112 cm      | Manchester Art Gallery, Londres                | Musée                 |
|       | Portrait       | Les Chrysanthèmes                                                                        | 1874-1876 | huile sur toile                        | 118 × 76 cm      | Williamstown, Clark Art Institute              | Musée                 |
|       | Paysage        | Vue du jardin à 17 Grove End Road                                                        | 1874-1882 | huile sur toile                        | 25 × 20 cm       | Museum of the Home, Londres                    | Art UK                |
|       | Portrait       | Matin de printemps                                                                       | 1875 vers | huile sur toile                        | 56 × 42 cm       | Metropolitan Museum of Art, New York           | Musée                 |
|       | Scène de genre | Sur la Tamise                                                                            | 1876 vers | huile sur toile                        | 75 × 118 cm      | The Hepworth Wakefield                         | Musée                 |
|       | Caricature     | Sir Henry Keppel pour Vanity Fair                                                        | 1876      | aquarelle                              | 30 × 18 cm       | National Portrait Gallery                      | Musée                 |
|       | Architecture   | Vue du Palier de l'Escalier nord de la Colonnade du Louvre                               | 1875-1880 | huile sur carton                       | 62 × 38 cm       | Musée du Louvre, Paris                         | Base Joconde          |
|       | Architecture   | Vue de la Salle de Septime Sévère prise de la Salle de la Paix au Louvre                 | 1875-1880 | huile sur carton                       | 58 × 38,5 cm     | Musée du Louvre, Paris                         | Base Joconde          |
|       | Architecture   | Une Vue de la salle des antiquités grecques, romaines et étrusques (Salle N°9) au Louvre |           | huile sur toile                        | 37,5 × 22 cm     | Musée des Beaux-Arts de Houston                | Musée                 |
|       | Scène de genre | La Galerie du HMS Calcutta (Portsmouth)                                                  | 1876      | huile sur toile                        | 69 × 92 cm       | Londres, Tate Britain                          | Musée                 |
|       | Portrait       | Le Veuf                                                                                  | 1876      | huile sur toile                        | 116 × 75 cm      | Musée national du Victoria                     | Musée                 |
|       | Portrait       | L'Été                                                                                    | 1876      | huile sur toile                        | 91 × 51 cm       | Tate Britain, Londres                          | Musée                 |
|       | Portrait       | La Rêveuse dit aussi Soirée d'été                                                        | 1876 vers | huile sur toile                        | 35 × 60 cm       | Paris, musée d'Orsay                           | Musée                 |
| Image | Scène de genre | Quiétude                                                                                 | 1876 vers | huile sur toile                        |                  | Collection particulière                        | Les femmes qui lisent |
|       | Scène de genre | La Convalescente                                                                         | 1876 vers | huile sur toile                        | 75 × 98 cm       | Sheffield, Museums                             | Art UK                |
|       | Portrait       | Catherine Smith Gill et deux de ses enfants                                              | 1877      | huile sur toile                        | 152,5 × 101,5 cm | Walker Art Gallery, Liverpool                  | Art UK                |
| Image | Portrait       | Mavourneen (Portrait of Kathleen Newton)                                                 | 1877      | huile sur toile                        | 91 × 50 cm       | Collection privée Vente Christie's 1995        | Christie's            |
|       | Scène de genre | Cache-Cache                                                                              | 1877 vers | huile sur bois                         | 73,4 × 53,9 cm   | National Gallery of Art, Washington            | Musée                 |
|       | Scène de genre | Le Chantier naval de Portsmouth                                                          | 1877 vers | huile sur toile                        | 38 × 55 cm       | Londres, Tate Britain                          | Musée                 |
|       | Portrait       | Jeune Femme Lisant                                                                       | 1877 vers | huile sur bois                         | 30,2 × 22,6 cm   | Musée Magnin, Dijon                            | Base Jocondee         |
|       | Scène de genre | Étude pour "Mrs. Newton avec un enfant près d'un bassin"                                 | 1877-1878 | huile sur panneau d'acajou             | 32,4 × 42,5 cm   | Musée des Beaux-Arts de Virginie, Richmond     | Musée                 |
|       | Scène de genre | Croquet                                                                                  | 1877 vers | huile sur toile                        | 90 × 51 cm       | Hamilton, Art Gallery                          | Musée                 |
|       | Scène de genre | Croquet                                                                                  | 1878 vers | aquarelle                              | 61 × 35,7 cm     | Rhode Island School of Design Museum           | Musée                 |
|       | Portrait       | Octobre                                                                                  | 1877      | huile sur toile                        | 216 × 109 cm)    | Musée des beaux-arts de Montréal               | Musée                 |
|       | Portrait       | Evening ou Le Bal                                                                        | 1878      | huile sur toile                        | 91 × 51 cm       | Paris, musée d'Orsay                           | Musée                 |
|       | Portrait       | Bord de mer (Juillet : Spécimen d'un portrait)                                           | 1878 vers | huile sur toile                        | 87 × 61 cm       | Cleveland Museum of Art                        | Musée                 |
|       | Portrait       | Une procession civique descendant Ludgate Hill, Londres                                  | 1879 vers | huile sur toile                        | 215 × 109 cm     | Guildhall (Londres) Art Gallery                | Art UK                |
|       | Portrait       | La Dame à l'ombrelle                                                                     | 1880 vers | huile sur toile                        | 142 × 53 cm      | Gray, musée Baron-Martin                       | Musée                 |
|       | Religieux      | Suite de l'Enfant Prodigue : Le Départ                                                   | 1880 vers | huile sur toile                        | 86,5 × 116 cm    | Musée d'Arts de Nantes                         | Musée                 |
|       | Religieux      | Suite de l'Enfant Prodigue : En pays étranger                                            | 1880 vers | huile sur toile                        | 86,5 × 116 cm    | Musée d'Arts de Nantes                         | Musée                 |
|       | Religieux      | Suite de l'Enfant Prodigue : Le Retour                                                   | 1880 vers | Huile sur toile                        | 86 × 116 cm      | Musée d'Arts de Nantes                         | Musée                 |
|       | Religieux      | Suite de l'Enfant Prodigue : Le Retour Réplique                                          | 1880 vers | Aquarelle                              | 30 × 40 cm       | Musée d'Arts de Nantes                         | Musée                 |
|       | Religieux      | Suite de l'Enfant Prodigue : Le Veau gras                                                | 1880 vers | huile sur toile                        | 86 × 116 cm      | Musée d'Arts de Nantes                         | Musée                 |
|       | Portrait       | Une étude pour « By Water » : Kathleen Kelly (1854-1882), Mme Isaac Newton               | 1880 vers | huile sur panneau                      | 31 × 25 cm       | National Trust, Wimpole Hall, Cambridgeshire   | Art UK                |
|       | Portrait       | En Plein Soleil                                                                          | 1881 vers | huile sur toile                        | 25 × 35 cm       | Metropolitan Museum of Art, New York           | Musée                 |
|       | Portrait       | Dame au piano                                                                            | 1881 vers | aquarelle                              | 42,2 × 34 cm     | Rhode Island School of Design Museum           | Musée                 |
|       | Scène de genre | Les Deux amis                                                                            | 1881 vers | huile sur toile                        | 116 × 53 cm      | Rhode Island School of Design Museum           | Musée                 |
|       | Scène de genre | Mère et enfant assis sur le perron d'une maison de campagne                              | 1881 vers | huile sur toile                        | 90 × 49 cm       | Musée d'Orsay, Paris                           | Musée                 |
|       | Scène de genre | Le Petit Nemrod                                                                          | 1882 vers | huile sur toile                        | 109,5 × 140 cm   | Musée de Besançon                              | Musée                 |
| Image | Scène de genre | L'Adieu                                                                                  | 1882      | huile sur toile                        | 84 × 53 cm       | Collection privée Forbes                       | Chefs-d'œuvre secrets |
|       | Portrait       | Portrait de Jeune Femme                                                                  | 1883 vers | pastel                                 | 73 × 59 cm       | Petit Palais, Paris                            | Parismusées           |
|       | Portrait       | La Liseuse                                                                               | 1883 vers | pastel                                 | 63 × 51 cm       | Petit Palais, Paris                            | Parismusées           |

## Retour à Paris
| Image | Thème          | Titre                                                | Date      | Technique                         | Dimensions   | Lieu de Conservation                       | Référence |
| ----- | -------------- | ---------------------------------------------------- | --------- | --------------------------------- | ------------ | ------------------------------------------ | --------- |
|       | Portrait       | L'Ambitieuse                                         | 1883-1885 | huile sur toile                   | 142 × 102 cm | Buffalo, Albright-Knox Art Gallery         | Musée     |
|       | Portrait       | La Demoiselle de magasin                             | 1883-1885 | huile sur toile                   | 146 × 102 cm | Musée des beaux-arts de l'Ontario, Toronto | Musée     |
|       | Scène de genre | Ces Dames des chars                                  | 1883-1885 | huile sur toile                   | 146 × 101 cm | Rhode Island School of Design Museum       | Musée     |
|       | Scène de genre | La Demoiselle d'honneur                              | 1883-1885 | huile sur toile                   | 147 × 102 cm | Leeds Art Gallery                          | Art UK    |
|       | Scène de genre | Visiteurs étrangers au Louvre                        | 1883-1885 | huile sur toile                   | 74 × 49,5 cm | Santa Barbara Museum of Art                | Musée     |
|       | Scène de genre | La Plus Jolie Femme de Paris                         | 1883-1885 | huile sur toile                   | 150 × 103 cm | Musée d'art et d'histoire, Genève          | Musée     |
|       | Portrait       | La Femme à Paris : Amoureuse du Cirque               | 1885      | huile sur toile                   | 147 × 102 cm | Musée des Beaux-Arts (Boston)              | Musée     |
|       | Scène de genre | Les Femmes d'artistes                                | 1885      | huile sur toile                   | 146 × 102 cm | Norfolk (Virginie), Chrysler Museum of Art | Musée     |
|       | Religieux      | Voix intérieures (Le Christ Consolant les Vagabonds) | 1885      | huile sur toile                   | 214 × 124 cm | Musée de l'Ermitage, Saint-Pétersbourg     | Musée     |
|       | Portrait       | Madame Baele                                         | 1885 vers | pastel                            | 166 × 96 cm  | Palais des Beaux-Arts de Lille             | RMN       |
|       | Portrait       | Portrait du Père Bichet                              | 1885      | pastel                            | 88 × 118 cm  | Musée d'Arts de Nantes                     | Musée     |
|       | Portrait       | Portrait de Mathilde Sée                             | 1885 vers | pastel sur papier collé sur toile | 61,5 × 77 cm | Petit Palais, Paris                        | Musée     |
|       | Scène de genre | Le Séjour en Égypte                                  | 1886-1894 | huile sur toile                   | 69 × 85 cm   | Galerie nationale d'Irlande, Dublin        | Musée     |
|       | Religieux      | Le Voyage des mages                                  | 1894 vers | huile sur toile                   | 71 × 102 cm  | Minneapolis Institute of Art               | Musée     |
|       | Portrait       | La Comtesse d'Yanville et ses quatre enfants         | 1895 vers | pastel                            | 135 × 126 cm | Minneapolis Institute of Art               | Musée     |

## Dates non documentées
| Image | Thème          | Titre                                 | Date | Technique         | Dimensions | Lieu de Conservation   | Référence |
| ----- | -------------- | ------------------------------------- | ---- | ----------------- | ---------- | ---------------------- | --------- |
|       | Scène de genre | Le Convalescent ou la fille du soldat |      | huile sur panneau | 36 × 22 cm | Manchester Art Gallery | Musée     |